# Clubiona minor
Clubiona minor este o specie de păianjeni din genul Clubiona, familia Clubionidae, descrisă de Wunderlich, 1987.
Este endemică în Insulele Canare. Conform Catalogue of Life specia Clubiona minor nu are subspecii cunoscute.